# Adrafinil
Adrafinilul este un medicament stimulant care a fost utilizat în Franța pentru a induce starea de vigilență, alertă, atenție, în special la pacienții în vârstă. Calea de administrare disponibilă este a fost cea orală.